# Kabinett Duchač

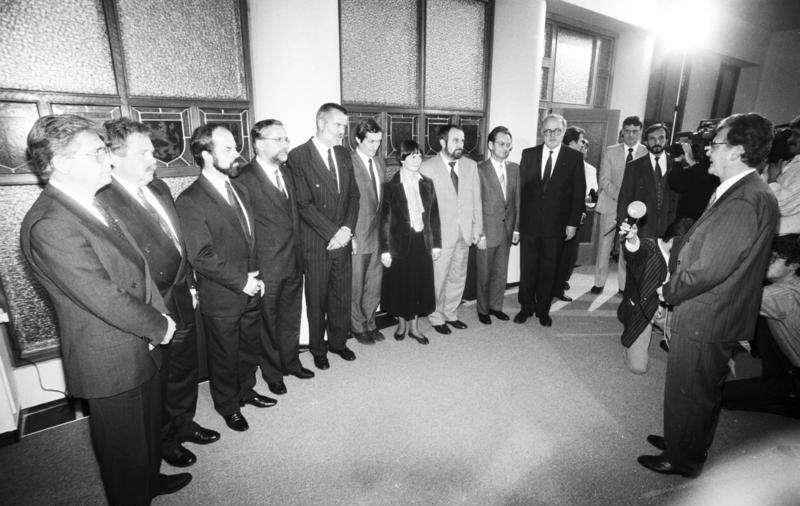
Das erste Kabinett des Landes Thüringen am 8. November 1990 (v. l.: Jentsch, Böck, Sieckmann, Fickel, Axthelm, Zeh, Lieberknecht, Sklenar, Schultz, Lengemann, Duchač)

Das Kabinett Duchač bildete von 1990 bis 1992 die erste Landesregierung des wieder errichteten Landes Thüringen. In Folge der Landtagswahl vom 14. Oktober 1990 wurde der CDU-Spitzenkandidat und, als Regierungsbevollmächtigter, kommissarische Regierungschef Josef Duchač am 8. November 1990 vom Thüringer Landtag zum Ministerpräsidenten einer Koalitionsregierung aus CDU und FDP gewählt, die über 53 der 89 Mandate im Landesparlament verfügte.
Am 23. Januar 1992 erklärte Duchač seinen Amtsverzicht, nachdem unmittelbar zuvor ihrerseits drei Regierungsmitglieder – die „Ost-Reformer“ Christine Lieberknecht und Klaus Zeh sowie der „West-Zugang“ Jochen Lengemann – ihre Rücktritte eingereicht hatten. Im Anschluss an die Wahl des neuen Ministerpräsidenten Bernhard Vogel (CDU) am 5. Februar 1992 traten auch die übrigen Minister von ihren Ämtern zurück, um die Bildung einer neuen Regierung zu ermöglichen. Bis zur Amtsübernahme der neuen Thüringer Landesregierung am 11. Februar 1992 blieben alle Minister geschäftsführend im Amt.
| Amt                                                                                      | Name                                                                         | Partei | Partei |
| ---------------------------------------------------------------------------------------- | ---------------------------------------------------------------------------- | ------ | ------ |
| Ministerpräsident                                                                        | Josef Duchač (bis 5. Februar 1992)                                           |        | CDU    |
| Stellvertreter des Ministerpräsidenten Minister für Wissenschaft und Kunst               | Ulrich Fickel                                                                |        | FDP    |
| Innenminister                                                                            | Willibald Böck                                                               |        | CDU    |
| Kultusministerin                                                                         | Christine Lieberknecht                                                       | CDU    |        |
| Justizminister; ab 18. Juni 1991: Minister für Justiz, Bundes- und Europaangelegenheiten | Hans-Joachim Jentsch                                                         | CDU    |        |
| Finanzminister                                                                           | Klaus Zeh                                                                    | CDU    |        |
| Minister für Wirtschaft und Technik                                                      | Hans-Jürgen Schultz (bis 1. November 1991) Jürgen Bohn (ab 7. November 1991) |        | FDP    |
| Minister für Soziales und Gesundheit                                                     | Hans-Henning Axthelm                                                         |        | CDU    |
| Minister für Landwirtschaft und Forsten                                                  | Volker Sklenar                                                               | CDU    |        |
| Umweltminister                                                                           | Hartmut Sieckmann                                                            |        | FDP    |
| Minister für besondere Aufgaben                                                          | Jochen Lengemann                                                             |        | CDU    |